# Gennadij Timoščenko
Gennadij Timoščenko (russisch Геннадий Анатольевич Тимощенко; * 27. April 1949 in Tscheljabinsk) ist ein slowakischer Schachmeister und -trainer mit russischen Wurzeln.

## Leben
Timoščenko lernte das Schachspiel mit sieben Jahren, mit zehn verkehrte er in den Schachzirkeln des Pionierhauses. Timoščenko war Schüler der berühmten Botwinnik-Schachschule. Im Jahr 1980 erhielt er den Großmeistertitel. Timoščenko war einer der besten Schachspieler der Sowjetunion, zweimal spielte er bei Meisterschaften der Sowjetunion (Frunse 1981 und Swerdlowsk 1987). Er gehörte in den Jahren 1982 bis 1986 zum Mitarbeiterstab von Garri Kasparow. Timoščenko übersiedelte 1993 in die Slowakei, für die er auch international spielt. 
Timoščenko siegte oder belegte vordere Plätze in vielen Turnieren: I. Platz in Rimavská Sobota (1974), I. Platz in Polanica-Zdrój (1976), Warna (1977), Słupsk (1979), I-II. Platz in Helsinki, I-II. Platz in London, geteilter Sieger in Šaľa (1994), I. Platz in Starý Smokovec (1996), geteilter Sieger in Bozen (1998), Seefeld (I. Platz 1998, geteilter Sieger 1999), Padua (geteilter Sieger 1998, I-II. Platz 2000), I. Platz in Cutro (2000) und I-II. Platz in Opatija (2003).
Seit 2010 trägt er den Titel FIDE Senior Trainer.
Timoščenkos Elo-Zahl beträgt 2457 (Stand: Dezember 2014), seine höchste Elo-Zahl von 2540 erreichte er im Juli 1993 und erneut im Juli 1997.

## Nationalmannschaft
Mit der slowakischen Nationalmannschaft nahm Timoščenko an den Schacholympiaden 1996, 2000, 2002, 2004 und 2006 und den Mannschaftseuropameisterschaften 1997 und 2001 teil. Bei der Mannschafts-EM 1997 in Pula erreichte er am dritten Brett das drittbeste Ergebnis.

## Vereine
An der sowjetischen Vereinsmeisterschaft nahm Timoščenko 1966 mit Trud, 1978 und 1982 mit der Armeeauswahl teil. 1990 spielte er für die Mannschaft von Vektor Nowosibirsk, mit der er im selben Jahr auch am European Club Cup teilnahm. In der slowakischen Extraliga spielte er in der Saison 1993/94 und von 2008 bis 2010 für Antre VŠP Nitra, von 1997 bis 2002 für den ŠK Bestex Nové Zámky, mit dem er 1998 Meister wurde, und in der Saison 2007/08 für TJ Slávia CAISSA Čadca. Mit Corpora Lipovec nahm er 2002 und 2003 am European Club Cup teil, kam jedoch in der Extraliga nicht zum Einsatz, in der tschechischen Extraliga spielte er von 1998 bis 2007 für den TJ TŽ Třinec, mit dem er 2003 tschechischer Mannschaftsmeister wurde, und in der Saison 2007/08 für TJ Tatran Litovel.